# 北アメリカ北東岸の襲撃 (1723年)
1723年のアメリカ北東岸の襲撃（1723ねんの-ほくとうぶのしゅうげき、英語: Northeast Coast Campaign (1723)）は、ラル神父戦争中の1723年4月19日から、1724年の1月28日にかけて起こったものである。1722年に、ニューイングランド軍がノリッジウォックとペノブスコットでアベナキ同盟を襲撃したことへの報復として、アベナキ同盟が、アカディアとニューイングランドの境界であるケネベック川口で、カスコ（またはフォルマス、ポートランド）を中心とする、ウェルズ（バーウィック）とマウントデザート島（いずれも現在のメイン州）を攻撃した。インディアンたちのこの襲撃が成功をおさめたことにより、1724年の春、マサチューセッツ総督ウィリアム・ダマーは、ニューイングランド軍に砦への撤退を命じた。

## 歴史的背景

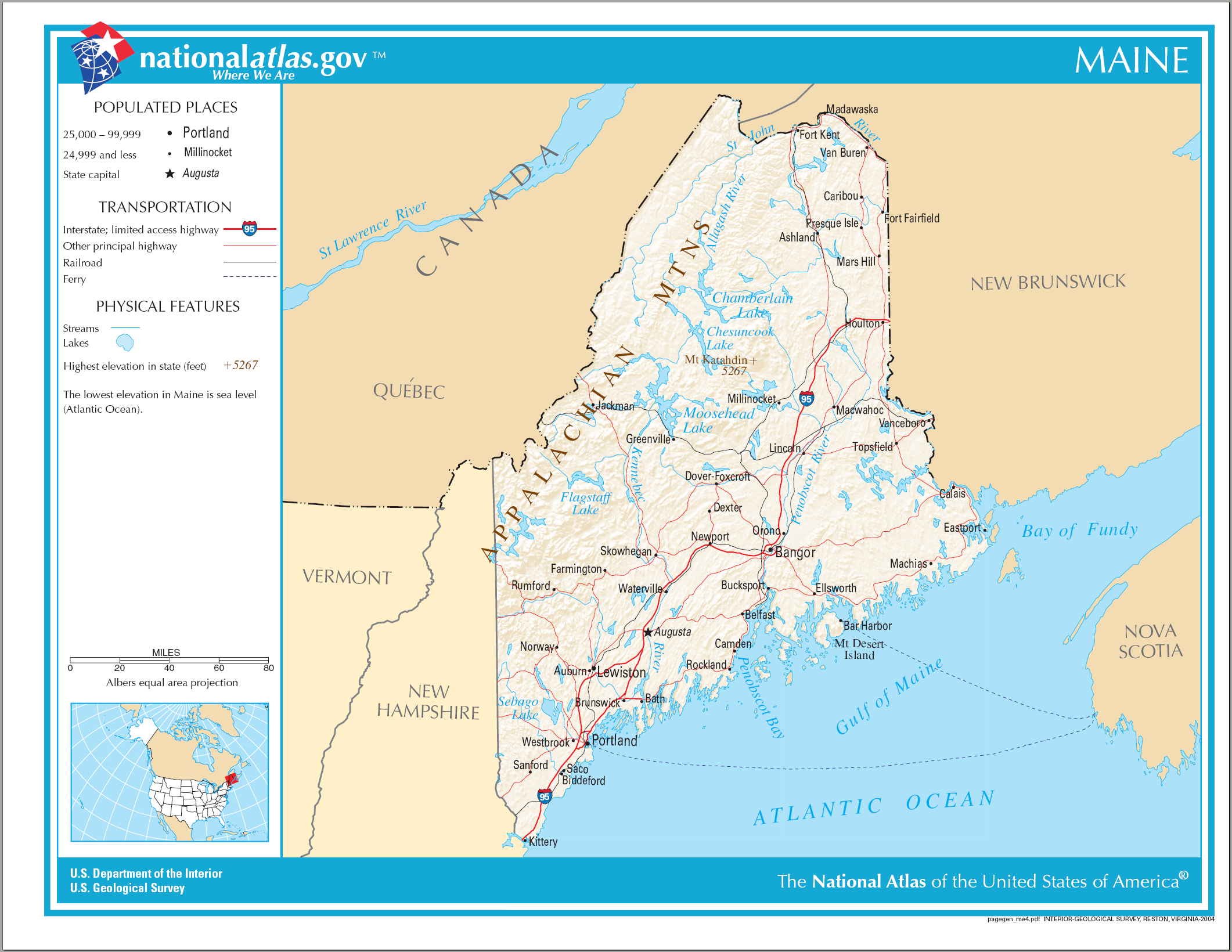
メイン州、左下にポートランド、その左にサコが見える。

ラル神父戦争が起こった原因は、ニューイングランドの入植地がケネベック川に沿って拡張し、より多くのニューイングランドの漁師が、ノバスコシアの海に漁場を求めて出て行ったことであった。アカディアとニューイングランドの境界は、ヌーベルフランスにより、メイン南部のケネベック川と定められていた。アン女王戦争後のユトレヒト条約では、ノバスコシア半島のイギリスへの割譲が含まれており、これにより、ニューイングランドの領土は大幅に拡張された。しかしこの条約はヨーロッパで署名されており、アベナキ族については何も触れられておらず、またアベナキ族相手には何の協議も行われていなかった。そのため、アベナキ族は、ニューイングランドの漁師や入植地への襲撃を以てこれに抗議した。
領土拡張へのアベナキ族の抵抗に対し、マサチューセッツ総督のサムエル・シュートは、アベナキ族の昔からの土地である、ケネベック川の河口地帯にジョージ、セントジョージ、リッチモンドの3つの砦を作った。一方フランスは、ケネベック川流域がフランス領であることを示すために、アベナキ集落であるノリッジウォック（現在のメイン州マディソン）に教会を建て、また、ペノブスコット川流域での布教活動を維持した。教会は、セントジョン川流域にあるメドクテゥクにも建てられた。

## 襲撃

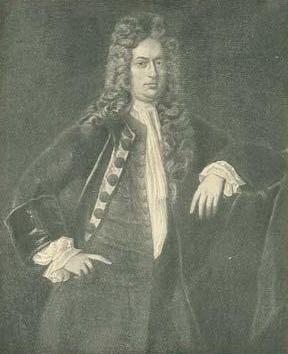
ウィリアム・ダマー総督

1723年の1年間で、ラル神父とアカディアのアベナキ同盟は、現在のメインに当たるニューイングランド植民地に14の襲撃を仕掛けた。1723年4月19日、フォルマスが襲撃され、襲撃したアベナキ兵はチャブという軍曹をハーメン大尉と間違えて殺した。同じ4月19日、スカボロでも襲撃が起きた。ロジャー・ディーリング率いる駐屯隊の兵たちの兵舎が襲われ、大尉であるハモンドと兵士7人が殺された。また、大人3人と、ディーリングの子供3人が捕虜として連れ去られた。
同じ1723年の5月には、インディアンたちはバーウィックで2人を殺し、ウェルズでも1人を殺した。また、ヨークに向かう途中で2人を殺した。その年の夏、ノリッジウォック族と、同盟関係にあるサンフランソワのインディアン250人が、ラル神父に扇動されて再びアロウシックを攻撃した。彼らは37軒の民家を燃やし、300頭の牛を殺した。住民40人が駐屯兵の兵舎へ逃げ込んだが、子供が1人行方不明になった。同じ年の8月と9月には、メインのサコとニューハンプシャーのドーヴァーが襲われた。大尉のヒース大尉と、2人のモホーク兵を含む13人の兵士が、30人のインディアン部隊と交戦した。インディアン部隊は2人が殺され、残りは撃退された。また、ニューイングランド軍は1人が戦死し、2人が負傷した。
10月にはマウントデザート島が奇襲され、海から陸上に戻ろうとしていた、大尉のコグスウェルと乗組員が連れ去られた、ほぼ同じころ、スミスとベイリーという2人の男がポーポイズ岬で殺された。一人はヴォーン諸島、もう一人は、古い礼拝堂からそう遠くない海岸で殺された。
1723年の12月25日、60人のインディアンがセントジョージ砦を攻撃して、ここを30日間包囲した。しかし指揮官のケネディ大尉は、ウエストブルック大佐が到着するまで持ちこたえ、敵を敗走させた。
1723年から1724年の冬、マサチューセッツはメインの境界に3000人以上の兵を配備したまた、ラルの首に賞金を懸けた。メインの辺境地帯に、インディアンたちが仕掛けた襲撃はかなり功を奏しており、1724年の春、ダマーは自軍に、砦に撤退するように命令した。